# Jean Cavenac de la Vigne
Jean Cavenac de la Vigne, signore d'Auvilliers, (fl. XVI secolo), è stato un ambasciatore francese presso l'Impero ottomano dal 1556 al 1566.

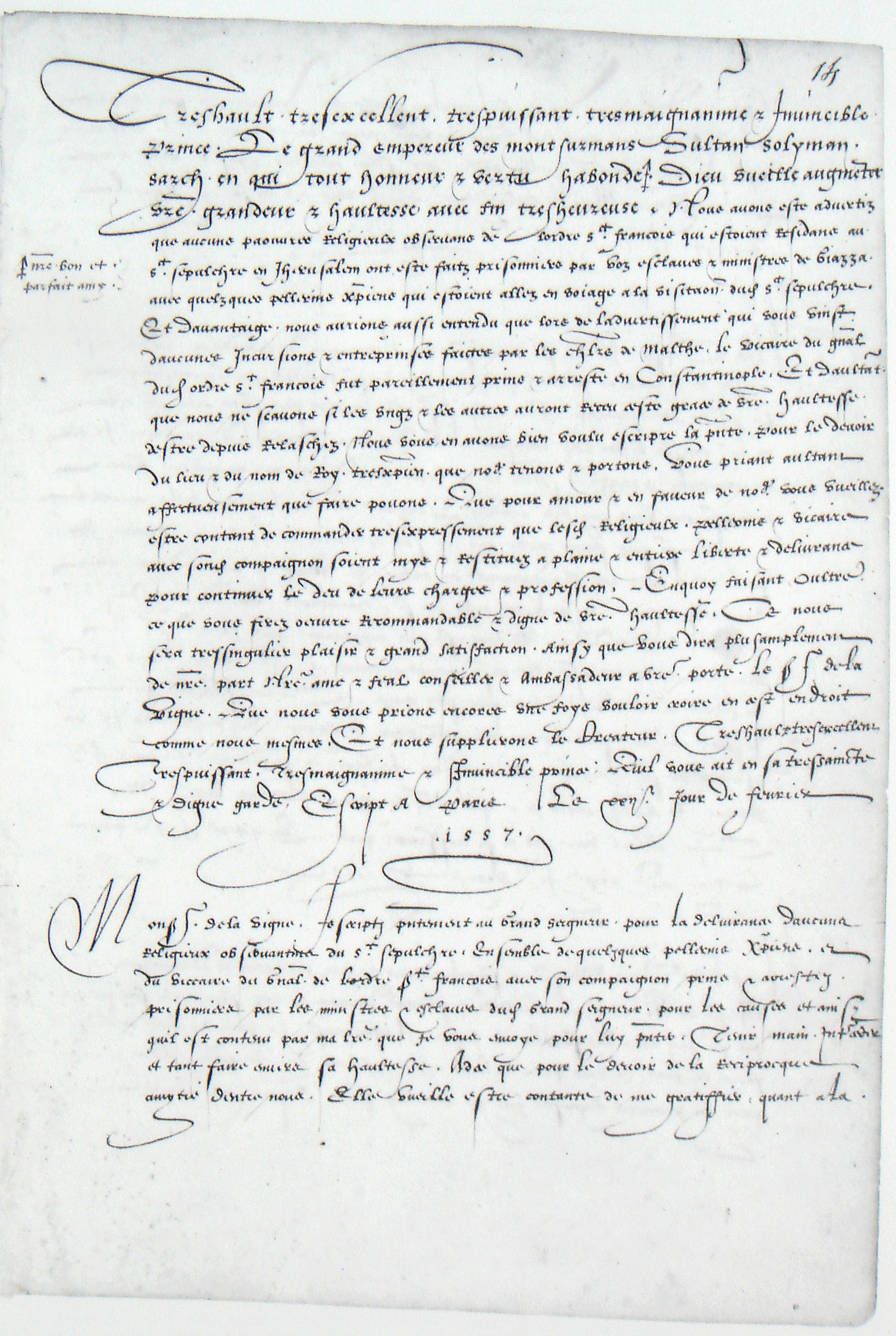
Lettera da Enrico II di Francia a Solimano il Magnifico, datata 22 febbraio 1557 e consegnata dall'ambasciatore Jean Cavenac de la Vigne.

Fu il successore di Michel de Codignac che era tornato in Europa, passando per Venezia nel luglio 1558, ed aveva tradito la causa francese entrando al servizio di Filippo II di Spagna.

## Biografia
De la Vigne fu inviato presso l'Impero ottomano da Enrico II di Francia, con l'obiettivo di ottenere aiuto, contro le truppe spagnole del duca d'Alba, in Italia in accordo all'alleanza franco-ottomana, quando la Francia stava affrontando le truppe spagnole di Filippo II di Spagna nel nord al confine con le Fiandre. La Francia poteva sperare di ottenere progressi in Italia, soltanto se avesse ricevuto assistenza dagli ottomani. De la Vigne chiese un intervento della flotta ottomana nel 1557.
Enrico sperava nell'aiuto ottomano, visto che in passato le sue azioni militari contro gli Asburgo avevano alleviato la pressione su Solimano durante le sue campagne in Persia e in Ungheria, ed egli avevano sempre rifiutato di aderire a coalizioni anti-ottomani. Gli Ottomani però rifiutarono di inviare la loro flotta di Italia per sostenere i francesi, in parte perché offesi per la precedente Tregua di Vaucelles, che Enrico II aveva firmato senza informarli, e la sua mancanza di risposta a molte delle lettere inviategli da Solimano. Gli Ottomani avevano anche paura della maggiore potenza dei francesi sotto Enrico II, e non volevano vedere la Francia occupare tutta l'Italia, troppo vicina all'Impero Ottomano.
Nel 1558, finalmente Solimano comunicò, attraverso de la Vigne, il suo accordo ad aiutare Enrico II, e iniziò a preparare una flotta. Si impegnò inoltre a inviare un esercito in direzione di Ungheria e Germania se Enrico si fosse, a sua volta, impegnato a non fare tregue o accordi unilaterali. Il re francese però avrebbe preferito un'offensiva ottomana contro Napoli in Italia, attraverso il porto albanese di Valona, e voleva ottenere un aiuto finanziario di due milioni ducati dagli Ottomani. Nel mese di maggio, Solimano comunicò che avrebbe inviato una flotta, partita da Costantinopoli nel mese di aprile 1558. Nel mese di giugno, l'armata saccheggiò Sorrento e fece 3 000 prigionieri, ma per il resto hfece poco, e giunse in ritardo per unirsi alla flotta francese in Corsica, probabilmente a causa del mancato rispetto del comandante Dragut degli ordini ricevuti da Solimano. Il Sultano si scusò con una lettera a Enrico alla fine del 1558. A seguito del rifiuto ottomano a prestare i due milioni di ducati alla Francia e al fatto che Enrico non riuscì nella Battaglia di Saint-Quentin e in quella di Gravelines, venne siglata la Pace di Cateau-Cambrésis
De la Vigne aveva fama di essere piuttosto schietto e poco diplomatico, e Ogier Ghiselin de Busbecq, ambasciatore di Ferdinando presso la Sublime porta, commentò che la libertà di parola di de la Vigne, come ambasciatore lo rendeva "selvaggio e orrendo". 